# Deflektor
Deflektor is een videospel voor verschillende platforms. Het spel werd uitgebracht in 1987. 

## Platforms
| Jaar | Platform                      |
| ---- | ----------------------------- |
| 1987 | Amstrad CPC, ZX Spectrum      |
| 1988 | Amiga, Atari ST, Commodore 64 |
| 1991 | PC-88, PC-98, Sharp X68000    |

## Ontvangst
| Beoordeeld door                       | Platform     | Datum         | Score |
| ------------------------------------- | ------------ | ------------- | ----- |
| ACE (Advanced Computer Entertainment) | Amiga        | april 1989    | 94%   |
| ACE (Advanced Computer Entertainment) | ZX Spectrum  | januari 1988  | 91%   |
| ACE (Advanced Computer Entertainment) | Commodore 64 | februari 1988 | 91%   |
| Your Sinclair                         | ZX Spectrum  | januari 1988  | 90%   |
| The Games Machine (GB)                | Atari ST     | juni 1988     | 88%   |
| Power Play                            | Amstrad CPC  | februari 1988 | 75%   |
| Datormagazin                          | Commodore 64 | februari 1988 | 74%   |
| Happy Computer                        | Commodore 64 | februari 1988 | 71%   |
| Power Play                            | Commodore 64 | februari 1988 | 70%   |
| Zzap!                                 | Amiga        | april 1989    | 68%   |